# Dies perduts
Dies perduts (títol original en anglès: The Lost Weekend) és una pel·lícula estatunidenca dirigida per Billy Wilder, estrenada el 1945, segons la novel·la The Lost Weekend  escrita el 1944 per Charles R. Jackson. Ha estat doblada al català.

## Argument
Don Birnam és un alcohòlic des de fa anys. Vet aquí que fa deu dies que no ha tocat una gota d'alcohol, i sembla anar pel bon camí.
Arreglant-se per no anar a passar un cap de setmana en el camp amb el seu germà i la seva amiga, es troba sol quatre dies. Repensa el seu passat, sovint espatllat per l'ampolla. Aquesta vegada, el seu descens als inferns serà l'últim, d'una manera o d'una altra.

## Repartiment
- Ray Milland: Don Birnam
- Jane Wyman: Helen St.James
- Phillip Terry: Wick Birnam
- Howard Da Silva: Nat, el barman
- Doris Dowling: Gloria
- Frank Faylen: Bim, l'infermer
- Ernest Whitman (no surt als crèdits): Un home que parla sol

## Premis i nominacions
Amb Marty de Delbert Mann, Dies perduts és l'única pel·lícula que ha obtingut alhora l'Oscar a la millor pel·lícula a Hollywood i la Palma d'Or (en aquell temps Gran Premi del Festival) a Cannes.

### Premis
- 1946: Oscar a la millor pel·lícula
- 1946: Oscar al millor director per Billy Wilder
- 1946: Oscar al millor guió original per Charles Brackett i Billy Wilder
- 1946: Oscar al millor actor per Ray Milland
- 1946: Palma d'Or del Festival de Cannes
- 1946: Premi d'interpretació masculina per Ray Milland
- 1946: Globus d'Or a la millor pel·lícula dramàtica
- 1946: Globus d'Or al millor director per Billy Wilder
- 1946: Globus d'Or al millor actor dramàtic per Ray Milland

### Nominacions
- 1946: Oscar a la millor fotografia en blanc i negre per John F. Seitz
- 1946: Oscar al millor muntatge per Doane Harrison
- 1946: Oscar a la millor banda sonora per Miklós Rózsa